# 2016년 하계 올림픽 럭비
2016년 하계 올림픽 럭비, 더 정확히 말해 2016년 하계 올림픽 7인제 럭비(Rugby sevens at the 2016 Summer Olympics)는 2016년 8월 리우데자네이루에서 6일간 열렸다. 2016년 올림픽은 하계 올림픽에서 럭비 7인조가 처음으로 열린 대회였지만, 럭비 유니언은 1924년 대회에서 마지막으로 치러졌다.
7인제 럭비의 일반적인 법칙이 적용되었다.

## 변화
럭비는 1924년 하계 올림픽 이후 어떤 형태로든 올림픽에 포함되지 않았지만 IOC는 7인제 경기를 다시 도입하기로 결정했다. 이 스포츠는 2016년과 2020년 하계 올림픽에 채택되었다.